# Larina tema
Larina tema (engl. Lara's Theme) je općeniti naziv za ponavljajući glazbeni motiv kojeg je za film Doktor Živago (1965) napisao skladatelj Maurice Jarre. Melodija je postala međunarodno poznata i omiljena do danas.